# Xã Gillam, Quận Jasper, Indiana
Xã Gillam (tiếng Anh: Gillam Township) là một xã thuộc quận Jasper, tiểu bang Indiana, Hoa Kỳ. Năm 2010, dân số của xã này là 640 người.